# Zener-Pinning

Korngrenze, die mit einem Ensemble von Partikeln interagiert

Zener-Pinning (nach Clarence Melvin Zener) ist der Einfluss einer Dispersion feiner Partikel auf die Bewegung von Klein- und Großwinkelkorngrenzen durch einen Polykristall. Kleine Partikel wirken, um die Bewegung solcher Grenzen zu verhindern, indem sie einen Pinning-Druck ausüben, der der treibenden Kraft, die die Grenzen schiebt, entgegenwirkt.
Zener-Pinning ist bei der Materialverarbeitung sehr wichtig, da es die Erholung, Rekristallisation und das Kornwachstum beeinflusst.

## Ursprung der Kraft
Eine Grenze ist ein Flächendefekt in der Kristallstruktur und als solcher mit einer bestimmten Oberflächenenergie verbunden. Wenn eine Grenze durch ein inkohärentes Teilchen verläuft, dann hört der Teil der Grenze, der sich innerhalb des Teilchens befinden würde, im Wesentlichen auf zu existieren. Um sich an dem Teilchen vorbeizubewegen, muss eine neue Grenzfläche geschaffen werden, und das ist energetisch ungünstig. Während der Bereich der Grenzfläche in der Nähe des Teilchens festgehalten wird, versucht der Rest der Grenzfläche weiterhin, sich unter seiner eigenen Antriebskraft vorwärts zu bewegen. Dies führt dazu, dass die Grenze zwischen den Punkten, an denen sie an den Teilchen verankert ist, gekrümmt wird.
Das Prinzip ist Analog zum Orowan-Mechanismus.

## Mathematische Beschreibung

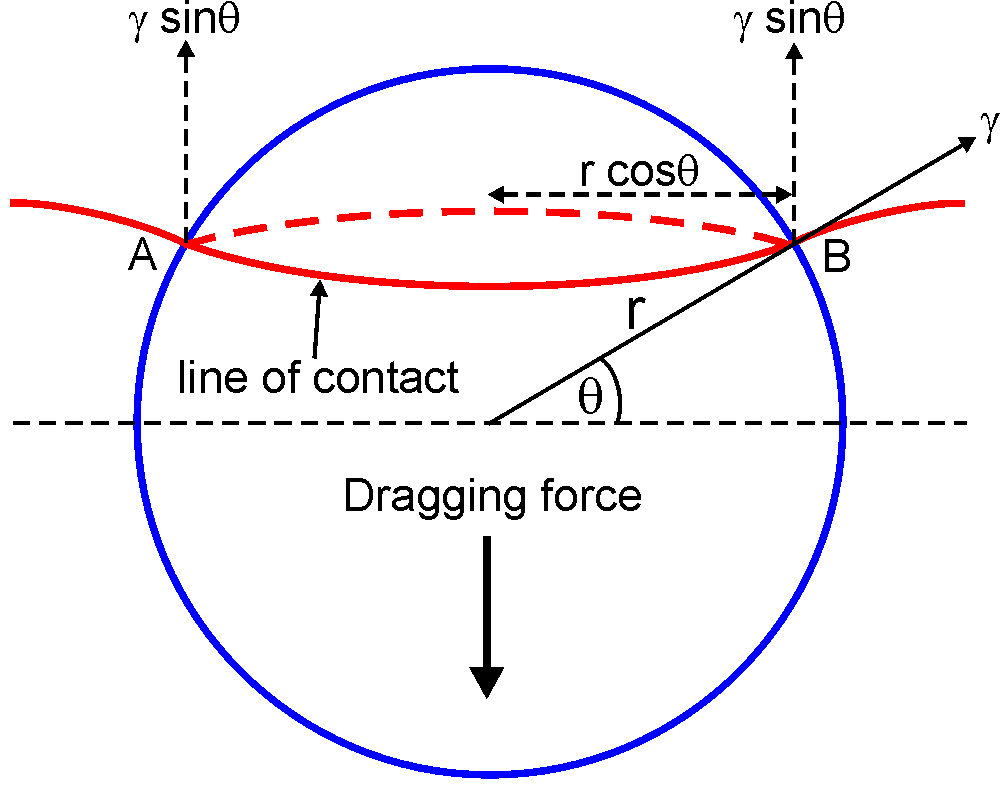
Abbildung 1: Wechselwirkung zwischen Korngrenze und Partikel (Schema)

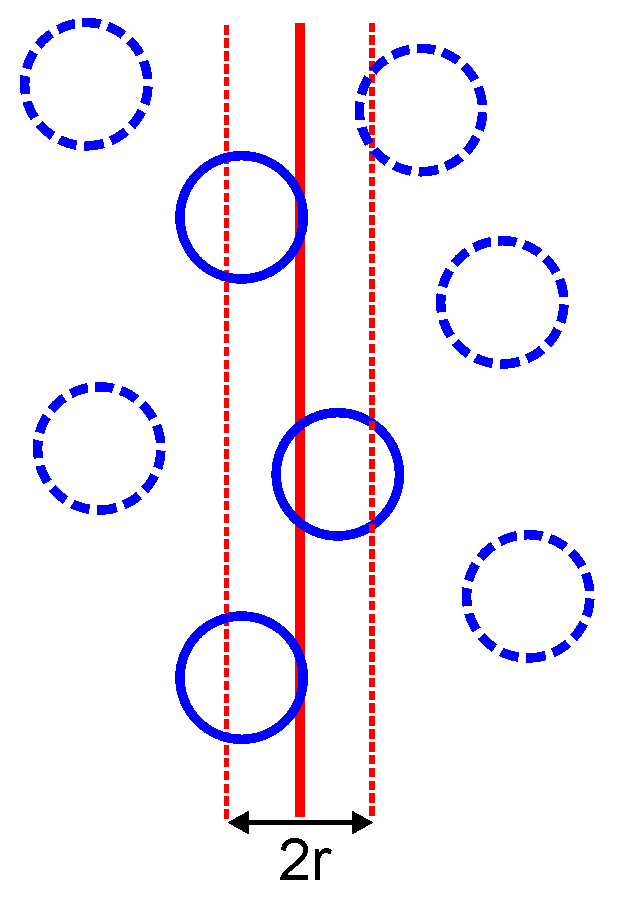
Nur Partikel innerhalb eines Radius (durchgezogene Kreise) können eine ebene Korngrenze durchdringen

### Pinning-Kraft
Die Korngrenze reduziert ihre Oberflächenenergie γ dort, wo sie ein inkohärentes Teilchen mit dem Radius {\displaystyle r} schneidet.
Die Pinning-Kraft wirkt entlang der Kontaktlinie zwischen der Begrenzung und dem Teilchen, d. h. entlang einem Kreis mit dem Durchmesser
{\displaystyle AB=2\pi \cdot r\cdot \cos \theta } (vgl. Abbildung 1).
Die reduzierte Oberflächenenergie bzw. die Kraft pro Längeneinheit der berührenden Korngrenze ist:
{\displaystyle \gamma \ \sin \theta }.
Daher wirkt folgende Gesamtkraft auf die Partikel-Grenzfläche:
{\displaystyle F=2\pi \cdot r\cdot \gamma \cdot \cos \theta \cdot \sin \theta }
Die maximale Rückhaltekraft {\displaystyle F_{\text{max}}=\pi \cdot r\cdot \gamma } tritt auf für {\displaystyle \theta =45^{\circ }\Leftrightarrow \cos \theta \ =\sin \theta ={\tfrac {1}{\sqrt {2}}}}.
Um die Pinning-Kraft bei einer gegebenen Dispersion von Partikeln zu bestimmen, stellte Clarence Zener einige wichtige Annahmen auf:
- Die Teilchen sind kugelförmig.
- Der Durchgang der Korngrenze verändert die Teilchen-Grenzflächen-Wechselwirkung nicht.
- Jedes Teilchen übt unabhängig von der Kontaktposition die maximale Pinning-Kraft auf die Begrenzung aus.
- Die Kontaktflächen zwischen Partikeln und Korngrenzen sind zufällig.
- Die Anzahldichte der Partikel auf der Grenzfläche ist diejenige, die für eine zufällige Verteilung der Partikel erwartet wird.

### Pinning-Druck
Für einen Volumenanteil
{\displaystyle F_{v}={\frac {n\,V_{p}}{V_{\text{ges}}}}}
von {\displaystyle n} zufällig verteilten kugelförmigen Teilchen mit dem Radius {\displaystyle r} ist die gesamte Anzahldichte, d. h. die Anzahl pro Volumeneinheit, gegeben durch:
{\displaystyle N_{\text{ges}}={\frac {F_{v}}{V_{p}}}={\frac {n\,V_{p}}{V_{\text{ges}}}}\cdot {\frac {1}{V_{p}}}={\frac {n}{V_{\text{ges}}}}}
mit dem Volumen {\displaystyle V_{p}={\tfrac {4}{3}}\pi \ r^{3}} eines einzelnen Partikels und dem Gesamtvolumen {\displaystyle V_{\text{ges}}}.
Von dieser Gesamtzahldichte können nur die Teilchen, die sich innerhalb eines Teilchenradius befinden, mit der Korngrenze wechselwirken. Wenn die Grenze im Wesentlichen planar ist, dann ist dieser Anteil gegeben durch:
{\displaystyle N_{\mathrm {WW} }=2rN_{\text{ges}}={\frac {3F_{v}}{2\pi \ r^{2}}}}
mit der Einheit Partikel pro Fläche.
Unter der Annahme, dass alle Partikel die maximale Pinning-Kraft {\displaystyle F_{\text{max}}} ausüben, beträgt der gesamte Pinning-Druck, der von der Partikelverteilung pro Fläche der Korngrenze ausgeübt wird:
{\displaystyle p_{s}=N_{WW}F_{\text{max}}={\frac {3F_{v}\gamma \ }{2r}}.}
Dies wird als der Zener-Pinning-Druck bezeichnet. Große Pinning-Drücke werden erzeugt durch:
- Erhöhen des Volumenanteils der Partikel
- Verringern der Partikelgröße {\displaystyle r}.

Häufig wird der Zener-Pinning-Druck negativ angegeben, weil er dem Wachstumsdruck der Korngrenze entgegensteht.
Der Zener-Pinning-Druck ist orientierungsabhängig, d. h., der genaue Pinning-Druck hängt von der Kohärenz an den Korngrenzen ab.

## Computer-Simulation

Wechselwirkung eines Partikels und einer Grenzfläche modelliert mit Phasenfeld

Das Partikel-Pinning wurde umfassend mit Computersimulationen untersucht. Monte-Carlo- und Phasenfeldsimulationen wurden in 3D verwendet, um das Phänomen zu modellieren. Die komplexe Form der Grenzfläche kann in den Computermodellen erfasst werden. Sie kann eine bessere Annäherung für die Pinning-Kraft liefern.